# 미요코 히로야스
미요코 히로야스(広安美代子, 1911년 1월 23일~2025년 7월 29일)는 일본의 슈퍼센티네리언으로, 2025년 5월 21일 우스이 마스가 사망 이후 일본 최고령자가 되었다.
| 이전 우스이 마스 | 일본최고령자 2025년 5월 21일 ~ 2025년 7월 29일 | 이후 카가와 시게코 |

## 같이 보기
- 최장수인
- 슈퍼센티네리언

1. ↑  “World Supercentenarian Rankings List”. Gerontology Research Group. 2025년 6월 11일에 확인함.